# Comisión para las Políticas Integrales de la Discapacidad del Congreso de los Diputados
La Comisión para las Políticas Integrales de la Discapacidad es una comisión parlamentaria del Congreso de los Diputados con carácter permanente y legislativa que conoce de todos aquellos asuntos relacionados con las políticas sobre la discapacidad. Actualmente la comisión está presidida por Joan Ruiz Carbonell, diputado por Tarragona.
Se creó en el año 2004 con carácter no permanente y no legislativa hasta 2008, cuando se le dio carácter permanente aunque se mantuvo como no legislativa, y así se mantuvo durante la VIII, IX y XI legislaturas. Desde la XII legislatura también tiene carácter legislativo. Como antecedente directo de esta comisión está la Subcomisión de estudio sobre la situación actual de la discapacidad, activa entre 2002 y 2003 dentro de la Comisión de Política Social y Empleo.

## Presidentes
| Presidente          | Partido político | Circunscripción | Mandato   |
| ------------------- | ---------------- | --------------- | --------- |
| Ciprià Císcar       | PSOE             | Valencia        | 2004-2008 |
| Jesús Caldera       | PSOE             | Salamanca       | 2008-2011 |
| Lourdes Méndez      | PP               | Murcia          | 2012-2015 |
| Teófila Martínez    | PP               | Cádiz           | 2016      |
| Carles Campuzano    | PDeCAT           | Barcelona       | 2016-2017 |
| Jordi Xuclà         | PDeCAT           | Gerona          | 2017-2019 |
| Joan Ruiz Carbonell | PSOE             | Toledo          | 2019-2023 |
| Mercedes Fernández  | PP               | Asturias        | 2023-     |

## Composición actual
| Mesa de la Comisión | Mesa de la Comisión | Mesa de la Comisión | Mesa de la Comisión                                                                      | Mesa de la Comisión                                                                          | Mesa de la Comisión                   | Mesa de la Comisión        | Mesa de la Comisión                   |
| Presidente | Presidente | Vicepresidente primero | Vicepresidente primero                                                                   | Vicepresidente segundo                                                                       | Vicepresidente segundo                | Secretario primero         | Secretario segundo                    |
| --- | --- | --- | ---------------------------------------------------------------------------------------- | -------------------------------------------------------------------------------------------- | ------------------------------------- | -------------------------- | ------------------------------------- |
| Joan Ruiz Carbonell (PSOE) | Joan Ruiz Carbonell (PSOE) | Joan Mena Arca (UP) | Joan Mena Arca (UP)                                                                      | Lourdes Guillén Figurola (Cs)                                                                | Lourdes Guillén Figurola (Cs)         | Fuensanta Lima Cid (PSOE)  | Carolina España Reina (PP)            |
| Miembros de la Comisión | | |                                                                                          |                                                                                              |                                       |                            |                                       |
| Grupo Socialista | Grupo Popular | Grupo Ciudadanos | Grupo Unidas podemos                                                                     | Grupo VOX                                                                                    | Grupo ERC                             | Grupo Vasco                | Grupo Mixto                           |
| - Luis Carlos Sahuquillo - Yolanda Seva Ruiz - María Olga Alonso Suárez - Carmen Andrés Añón - Eva Bravo Barco - Rafaela Crespín Rubio - María Luisa Faneca López - Maribel García López - Cristina López Zamora - Elena Máñez Rodríguez - Pau Marí-Klose - María Tamara Raya Rodríguez - María Concepción Ruiz López | - María del Mar Blanco - María Carmen Riolobos Regadera - María Luisa del Moral Leal - Mario Garcés Sanagustín - Joaquín García Díez - Alicia García Rodríguez - Milagros Marcos | - Marcial Gómez Balsera - José Antonio Mirón Canelo - Sergio del Campo Estaún - Francisco Javier Fernández-Bravo García - Juan Ignacio López-Bas Valero - María Amparo Moya Sanz | - Marisa Saavedra Muñoz - Miren Gorrotxategi - Muñoz Dalda, Lucía - Javier Sánchez Serna | - Rocío De Meer Méndez - María de los Reyes Romero Vilches - Cristina Alicia Esteban Calonje | - Laia Cañigueral - Norma Pujol Farré | - Íñigo Barandiaran Benito | - Laura Borràs - Iñaki Ruiz de Pinedo |
| Fuente: | | |                                                                                          |                                                                                              |                                       |                            |                                       |